# Касупа
Касупа (исп. Casupá) — город на юге Уругвая, на территории департамента Флорида.

## География
Город находится в юго-восточной части департамента, к западу от реки Сансе-де-Касупа, на высоте 117 метров над уровнем моря.
Касупа расположена на расстоянии приблизительно 50 километров к востоку от города Флорида, административного центра департамента и на расстоянии 90 километров к северо-северо-востоку (NNE) от Монтевидео, столицы страны. Ближайший гражданский аэропорт расположен в городе Монтевидео.

## История
Касупа была основана 15 сентября 1908 года. Получила статус малого города (Villa) 5 июля 1956 года.

## Население
По данным переписи 2011 года, население составляло 2 402 человека.
| Год  | Население |
| ---- | --------- |
| 1963 | 2 044     |
| 1975 | 2 330     |
| 1985 | 2 351     |
| 1996 | 2 593     |
| 2004 | 2 668     |
| 2011 | 2 402     |

Источник: Instituto Nacional de Estadística de Uruguay